# Stephen Adams
Stephen Adams, född 17 oktober 1807 i South Carolina, död 11 maj 1857 i Memphis, Tennessee, var en amerikansk politiker (demokrat). Han representerade delstaten Mississippi i båda kamrarna av USA:s kongress, först i representanthuset 1845-1847 och sedan i senaten 17 mars 1852-3 mars 1857.
Adams växte upp i Tennessee. Han studerade juridik och inledde 1829 sin karriär som advokat. Han var ledamot av Tennessees senat 1833-1834. Han flyttade 1834 till Mississippi där som advokat och som domare. Han blev invald i representanthuset i kongressvalet 1844. Han återvände sedan till juristyrket efter en mandatperiod i kongressen. Han var delegat till Mississippis konstitutionskonvent 1851.
Adams efterträdde 1852 John J. McRae som senator för Mississippi. Han efterträddes 1857 som senator av Jefferson Davis. Han flyttade till Memphis efter mandatperiodens slut och avled där en kort tid därefter. Adams är begravd på Elmwood Cemetery i Memphis.